# Srogol
Srogol is een bestuurslaag in het regentschap Bogor van de provincie West-Java, Indonesië. Srogol telt 7256 inwoners (volkstelling 2010).